# 新加坡国家科学院

新加坡国家科学院（英语：Singapore National Academy of Science，简称 SNAS）是新加坡的学术机构，致力于促进科学技术的进步、推动学术交流以及表彰在自然科学领域取得卓越成就的学者。SNAS成立于1976年，作为一个伞式组织，协调新加坡多个科学学会的活动，并代表新加坡科学界参与国际学术事务。

## 历史
新加坡国家科学院的起源可追溯至1960年代，当时新加坡刚于1965年独立，急需通过科技与教育奠定国家发展的基础。在这一时期，新加坡政府和学术界认识到科学技术的战略重要性，特别是在推动工业化和经济转型方面。1967年，一个以促进科学普及和学术交流为目标的学术团体初步形成，旨在整合新加坡科学家的资源并提升公众对科学的兴趣。这一团体为后来的SNAS奠定了基础。1975年，时任新加坡教育部长李昭铭博士提议将SNAS改组为一个学会联合会，以更有效地代表新加坡科学家的利益。1976年，SNAS正式成立，成为协调新加坡科学界的核心机构。
自2011年起，新加坡国家科学院开始遴选院士，表彰在科学领域卓有成就的杰出人士。院士分三类：院士、外籍院士和荣誉院士，覆盖物理、生物、工程及环境科学等领域。候选人由科学协会、大学或现任院士提名，经严格评审后由院士投票选出，总数不超过百人，每年新授不超过十名。这些科学家为新加坡的科研、教学与政策贡献智慧，推动科学进步与社会发展。。